# Savage Garden
A Savage Garden kéttagú ausztrál popzenekar volt, akik a 90-es évek végén és a 2000-es évek elején voltak aktívak. 

## Története
Az együttes 1993-ban alakult a Queensland-i Logan City-ben, két tagból állt: Darren Hayes (énekes) és Daniel Jones (gitár, billentyűs hangszerek). Olyan slágerek fűződnek a nevükhöz, mint az I Want You, a To the Moon and Back, a Truly Madly Deeply, a The Animal Song vagy az I Knew I Loved You. 
A duónak két stúdióalbuma jelent meg, amelyek az ausztrál zenei listák élére kerültek, valamint a legjobb 10 között voltak az Egyesült Államok és az Egyesült Királyság listáin is, a két nagylemez pedig világszerte 23 milliónál is több példányban kelt el.
Az együttes 2001-ben oszlott fel.

## Diszkográfia

### Nagylemezek
- Savage Garden (1997)
- Affirmation (1999)

### Válogatásalbumok
- Truly Madly Deeply – Ultra Rare Tracks (1998 – csak Japánban)
- The Future of Earthly Delites (1998)
- Ultra Hit Tracks (1999 – csak Japánban)
- Affirmation: The B-Sides (2000 – csak Japánban)
- Truly Madly Completely: The Best of Savage Garden (2005)
- The Singles (2015)

### Kislemezek
- I Want You (1996)
- To the Moon and Back (1996)
- Truly Madly Deeply (1997)
- Break Me Shake Me (1997)
- Universe (1997)
- All Around Me (promóciós kislemez, 1998)
- Santa Monica (1998)
- Tears of Pearls (1999)
- The Animal Song (1999)
- I Knew I Loved You (1999)
- Crash and Burn (2000)
- Affirmation (2000)
- Chained to You (2000)
- Hold Me (2000)
- The Best Thing (2001)

A kislemezekhez (az 1998-as All Around Me promóciós kislemezt kivéve) zenei videók is készültek.

### Videóalbumok
- The Video Collection (1998)
- International Video Collection: The Story So Far (1999)
- Superstars and Cannonballs: Live and on Tour in Australia (2001)
- Truly Madly Completely: The Videos (2005)